# Neocerambyx gigas
Neocerambyx gigas är en skalbaggsart som först beskrevs av Thomson 1878.  Neocerambyx gigas ingår i släktet Neocerambyx och familjen långhorningar. Inga underarter finns listade i Catalogue of Life.